# Battaglia di Méribel
La battaglia di Méribel fu combattuta il 28 settembre 1793 nel piccolo villaggio di Méribel, vicino Sallanches, nell'Alta Savoia, durante le guerre rivoluzionarie francesi. La battaglia finì con la vittoria dell'Armata francese sulle forze del Regno di Sardegna e cementò la conquista della Savoia da parte francese.

## Contesto storico
Nel 1792, in seguito ad una lunga serie di eventi, che avevano costantemente alienato il Re di Francia, Luigi XVI, dalle simpatie popolari, la Francia entrò in guerra contro Austria e Prussia, dando origine alla guerra della Prima coalizione e ad una lunga serie di conflitti che coinvolgeranno l'Europa.
Il Regno di Sardegna, che inizialmente era rimasto estraneo ad ogni vicenda riguardante la Francia, si vide coinvolto dopo il pessimo trattamento ricevuto dal loro ministro Semonville, entrando quindi in guerra con la neonata repubblica. Due fronti si formarono: uno a sud, nella Contea di Nizza, ed uno a nord, nell'Alta Savoia. Mentre il primo era facilmente difendibile, il secondo, posizionato dall'altra parte delle Alpi, proprio dove queste raggiungono i picchi più elevati, sarebbe stato molto più complicato da difendere.

## Antefatti
Le forze rivoluzionarie francesi avevano marciato in Savoia per "portare la libertà" al suo popolo come parte della rivoluzione francese. Il 27 novembre dello stesso anno fu firmato un decreto di annessione alla Francia e divenne l'85º dipartimento della Francia, ribattezzato dipartimento del Monte Bianco.

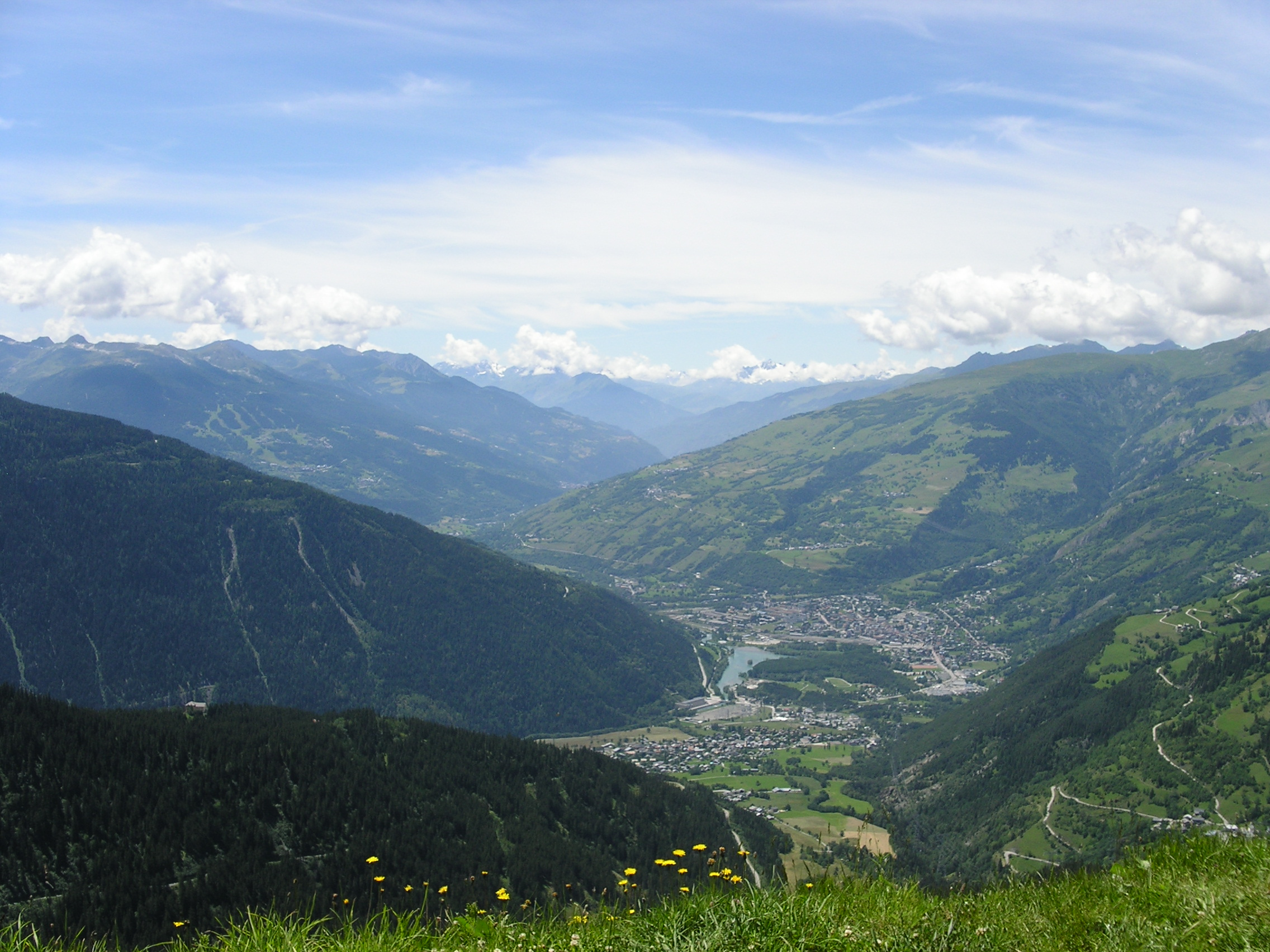
Vista della vallata di Bourg-Saint Maurice dal Piccolo San Bernardo

Mentre il generale Kellermann era impegnato nella rivolta lealista di Lione, le forze sabaude valutarono di poter scendere dalle Alpi, riconquistare il terreno perso, conquistare il Delfinato e spingersi sino a Lione, in soccorso degli insorti. Il successo della manovra avrebbe richiesto l'aiuto dei battaglioni imperiali, ma De Vins, responsabile delle armate austriache in Italia, non lo consentì. I sabaudi decisero di proseguire ugualmente, facendo uso delle loro sole forze. Il duca di Monferrato, comandante del primo corpo dell'esercito piemontese e terzogenito del re, fece recapitare notizia agli abitanti di Lione che il 15 agosto avrebbe varcato le Alpi in loro soccorso.
Il Duca del Monferrato discese lungo la Moriana, il generale Cordon nella Tarantasia ed un piccolo gruppo si diresse nel Vallese, minacciando la sinistra francese a Sallanches e puntando ad occupare Faucigny. Il primo, sceso dal Piccolo San Bernardo con circa 10000 uomini, si confrontò con le truppe francesi che, non aspettandosi un attacco delle forze piemontesi, resistettero per breve tempo prima di ritirasi a Conflans. Similmente fecero i 3000 uomini di Cordon, scesi dal Moncenisio: attaccarono i francesi e li costrinsero a ritornare indietro a Aiguebelle. Udite le notizie sull'avanzata dei piemontesi, Kellermann lasciò momentaneamente l'assedio di Lione e si diresse a Conflans. Avendo impegnato i suoi uomini per l'assedio della città lealista, ben poche protezioni erano rimaste alla Savoia. Richiamò un battaglione di granatieri e tre di coscritti volontari dal campo di Tournoux, le guardie nazionali dal dipartimento dell'Isero e fece spostare un battaglione da Lione verso Faucigny.

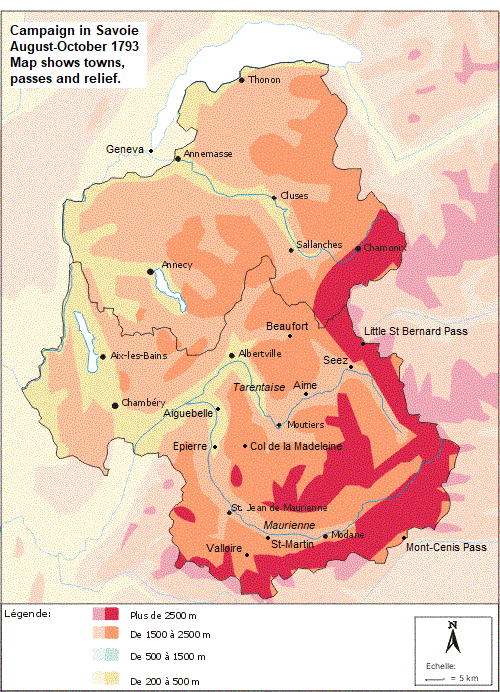
Mappa della campagna di Savoia del 1793

Con la città di Chambery in forte pericolo, Kellermann si risolse a passare all'attacco: decise di confrontarsi con le forze piemontesi del Duca di Monferrato in Moriana e di Cordon in Tarantasia e cacciarle indietro. Lo scontro con il primo avvenne nei pressi di San Germano: i piemontesi posero una buona resistenza  per tre ore fino a che, accortisi che i francesi tentavano di aggrirarli sul fianco sinistro, si diedero alla ritirata verso il Piccolo San Bernardo. Il secondo, invece, fu affrontato a Bramans. Gli scontri tra le due parti si perdurarono per tutto il mese di settembre, fino a che, nei primi giorni ottobre, tutte le forze piemontesi abbandonarono la Savoia.

## La battaglia
ll 27 settembre, le forze francesi  assaltarono e conquistarono il villaggio di Sallanches. Il giorno seguente, si avvicinarono alla montagna, con l'obiettivo di conquistare la ridotta posta sulla sua cima: l'assalto iniziò il 28 settembre. La ridotta cadde in mano repubblicana il giorno seguente.

## Conseguenze
Con la definitiva sconfitta dei piemontesi sul fronte della Savoia, la rivolta lealista di Lione aveva i giorni contati. Senza un aiuto esterno, le forze della città non avrebbero potuto reggere ancora a lungo l'assedio ad parte dell'esercito regolare francese. Infatti, il 9 ottobre, si arresero.